# You Are Here
«You Are Here» (en españolː Tú estás aquí) es una canción escrita e interpretada por John Lennon de su álbum de 1973 Mind Games.

## Música y letras
«You Are Here» fue escrita por John Lennon para expresar su amor por su esposa Yoko Ono. Lennon tocó la voz, la guitarra acústica y la percusión para la canción con David Spinozza en la guitarra eléctrica, Gordon Edwards en el bajo, Jim Keltner en la batería, Kenneth Ascher en los teclados, Sneaky Pete Kleinow en la guitarra de acero con pedal y el grupo vocal femenino Something Different como respaldo vocal. Según Matt Friedlander de American Songwriter, la canción es una balada de amor que tiene una «sensación isleña y alegre». El personal de la revista Goldmine dijo que «You Are Here» es una «canción tranquila y poética con letras sentidas sobre su amor».

## Recepción
El biógrafo de The Beatles, John Blaney, describió el concepto de la canción como una combinación de dos de los temas favoritos de Lennon, la paz y el amor. Blaney escribió que, aunque es principalmente una canción de amor a Yoko Ono, también es «sobre la unión de individuos, países y culturas», utilizando su relación con Ono como modelo. Blaney afirmó que «la armonía global que [Lennon] imagina es tan elegante y beatífica como la melodía que creó para apoyar las palabras». Los profesores de música Ben Urish y Ken Bielen escribieron que «la canción fluye agradablemente mientras la guitarra de acero le da un ambiente alternativo de los Mares del Sur y luego de country and western». Por otro lado, el periodista musical Paul du Noyer sintió que los «fuertes sentimientos de Lennon no inspiraban una canción vívida», calificando las imágenes de «trilladas» y el exotismo musical de «trillado». El crítico musical Johnny Rogan consideró que la canción era «el gran símbolo del amor romántico inmemorial de [Lennon]».

## Vídeo musical
En junio de 2024, se lanzó un video musical para la remezcla de la canción con imágenes inéditas dirigidas por Lennon y filmadas por William Wareing y Dick Lorriemore. El video muestra a Lennon con 27 años el 30 de junio de 1968 acompañado por Robert Fraser, Derek Taylor, Neil Aspinall, Victor Spinetti y su equipo mientras terminan de montar la exhibición de arte debut de Lennon, You Are Here (To Yoko From John Lennon, With Love).